# Checoslovaquia en la Copa Mundial de Fútbol de 1958
Checoslovaquia es una de las 16 selecciones participantes en la Copa Mundial de Fútbol de 1958, la que es su cuarta participación en un mundial y la segunda de manera consecutiva.

## Clasificación

### Grupo 4
| Pos. | Equipo               | Pts. | PJ | G | E | P | GF | GC | Dif. | Clasificación           |  | TCH | WAL | GDR |
| ---- | -------------------- | ---- | -- | - | - | - | -- | -- | ---- | ----------------------- |  | --- | --- | --- |
| 1    | Checoslovaquia       | 9    | 4  | 3 | 0 | 1 | 9  | 3  | +6   | Clasifica a Suecia 1958 |  | —   | 2–0 | 3–1 |
| 2    | Gales                | 6    | 4  | 2 | 0 | 2 | 6  | 5  | +1   | Clasifica al playoff    |  | 1–0 | —   | 4–1 |
| 3    | Alemania Democrática | 3    | 4  | 1 | 0 | 3 | 5  | 12 | −7   |                         |  | 1–4 | 2–1 | —   |

 Fuente: 

## Jugadores
Estos fueron los 22 jugadores convocados para el torneo:

## Resultados
Checoslovaquia fue eliminada en el grupo 1.
| País              | J | G | E | P | GF | GC | PTS |
| ----------------- | - | - | - | - | -- | -- | --- |
| Alemania Federal  | 3 | 1 | 2 | 0 | 7  | 5  | 4   |
| Irlanda del Norte | 3 | 1 | 1 | 1 | 4  | 5  | 3   |
| Checoslovaquia    | 3 | 1 | 1 | 1 | 8  | 4  | 3   |
| Argentina         | 3 | 1 | 0 | 2 | 5  | 10 | 2   |

| 8 de junio de 1958 | Irlanda del Norte | 1–0     | Checoslovaquia | Örjans Vall, Halmstad,                              |                                                     |
|                    | Cush 20'          | Reporte |                | Asistencia: 10,647 espectadores Árbitro(s): Seipelt | Asistencia: 10,647 espectadores Árbitro(s): Seipelt |

| 11 de junio de 1958 | Alemania Federal       | 2–2     | Checoslovaquia                | Olympiastadion, Helsingborg                       |                                                   |
|                     | Schäfer 59' · Rahn 70' | Reporte | Dvořák 24' (pen.) · Zikán 43' | Asistencia: 25,000 espectadores Árbitro(s): Ellis | Asistencia: 25,000 espectadores Árbitro(s): Ellis |

| 15 de junio de 1958 | Checoslovaquia                                             | 6–1     | Argentina           | Olympiastadion, Helsingborg                       |                                                   |
|                     | Dvořák 8' · Zikán 17' 40' · Feureisl 69' · Hovorka 82' 89' | Reporte | Corbatta 65' (pen.) | Asistencia: 16,418 espectadores Árbitro(s): Ellis | Asistencia: 16,418 espectadores Árbitro(s): Ellis |

| 17 de junio de 1958                                                 | Irlanda del Norte | 2–1 (t. s.) | Checoslovaquia | Malmö Stadion, Malmö                              |                                                   |
|                                                                     | McParland 44' 99' | Reporte     | Zikán 19'      | Asistencia: 6,196 espectadores Árbitro(s): Guigue | Asistencia: 6,196 espectadores Árbitro(s): Guigue |
| Partido de desempate para definir al segundo clasificado del grupo. |                   |             |                |                                                   |                                                   |